# Leichtathletik-Weltmeisterschaften der Behinderten 2017/Teilnehmer (Deutschland)
| stlisierte Goldmedaille | stlisierte Silbermedaille | stlisierte Bronzemedaille |
| ----------------------- | ------------------------- | ------------------------- |
| 8                       | 7                         | 7                         |

Vom Deutschen Behindertensportverband (DBS), dem Nationalen Paralympischen Komitee (NPC) für Deutschland, wurde zunächst eine aus 23 Sportlern und Sportlerinnen (8 Frauen und 15 Männer) bestehende Mannschaft für die Leichtathletik-Weltmeisterschaften der Behinderten 2017 aufgestellt. Die Paralympics-Sieger von 2016 Heinrich Popow, der sich bei der Fernsehshow „Let’s dance“ verletzt hatte, und Birgit Kober konnten nicht teilnehmen. Kurz vor der Abreise fielen mit Frances Herrmann und Felix Streng zwei weitere Medaillengewinner der Paralympics in Rio de Janeiro verletzt aus, und Tom Malutedi wurde als Ersatzläufer für die Staffel nachnominiert. Vor Ort verletzte sich David Behre noch vor seinem ersten Wettkampf. Das nunmehr 21-köpfige Aufgebot holte 22 Medaillen.
Debütanten waren die Rennrollstuhlfahrer Annika Zeyen und David Scherer. Mit ihren 19 Jahren war Lindy Ave die jüngste Teilnehmerin. Der Behinderten- und Rehabilitationssportverband Nordrhein-Westfalen (BRSNW) stellte mit 13 Sportlerinnen und Sportlern über die Hälfte des deutschen Teams.

## Ergebnisse
Wegen des Anlaufs wurde der Weitsprung von 'F' nach 'T' umklassifiziert.

### Frauen
| Athletinnen                                         | Wettbewerb               | Vorlauf / Vorkampf | Vorlauf / Vorkampf | Halbfinale   | Halbfinale | Finale             | Finale |
| Athletinnen                                         | Wettbewerb               | Zeit / Weite       | Rang               | Zeit / Weite | Rang       | Zeit / Weite       | Rang   |
| --------------------------------------------------- | ------------------------ | ------------------ | ------------------ | ------------ | ---------- | ------------------ | ------ |
| Katrin Müller-Rottgardt Guide: Noel-Philippe Fiener | 100 m T12                | 11,99 s PB         | 1                  | –            | –          | 12,04 s            |        |
| Lindy Ave                                           | 100 m T38                | –                  | –                  | –            | –          | 13,16 s PB         |        |
| Irmgard Bensusan                                    | 100 m T44                | 13,40 s            | 2                  | –            | –          | 13,35 s            | 4      |
| Katrin Müller-Rottgardt Guide: Noel-Philippe Fiener | 200 m T12                | –                  | –                  | –            | –          | 24,82 s SB         | 2      |
| Lindy Ave                                           | 200 m T38                | –                  | –                  | –            | –          | 27,02 s PB         |        |
| Irmgard Bensusan                                    | 200 m T44                | 27,50 s            | 1                  | –            | –          | 27,13 s CR         |        |
| Irmgard Bensusan                                    | 400 m T44                | –                  | –                  | –            | –          | 1:02,33 min        |        |
| Annika Zeyen                                        | 200 m Rennrollstuhl T54  | –                  | –                  | –            | –          | 33,15 s            | 8      |
| Annika Zeyen                                        | 400 m Rennrollstuhl T54  | 59,86 s            | 7                  | –            | –          | nicht qualifiziert | 11     |
| Annika Zeyen                                        | 800 m Rennrollstuhl T54  | 1:56,49 min        | 5                  | –            | –          | nicht qualifiziert | 11     |
| Annika Zeyen                                        | 1500 m Rennrollstuhl T54 | 3:31,52 min        | 7                  | –            | –          | nicht qualifiziert | 14     |
| Annika Zeyen                                        | 5000 m Rennrollstuhl T54 | –                  | –                  | –            | –          | 12:38,25 min       | 9      |
| Katrin Müller-Rottgardt                             | Weitsprung T12           | –                  | –                  | –            | –          | 5,20 m             | 4      |
| Lindy Ave                                           | Weitsprung T38           | –                  | –                  | –            | –          | 4,57 m PB          | 4      |
| Juliane Mogge                                       | Kugelstoßen F36          | –                  | –                  | –            | –          | 9,44 m             |        |
| Frederike Koleiski                                  | Kugelstoßen F44          | –                  | –                  | –            | –          | 11,53 m            |        |
| Frederike Koleiski                                  | Diskuswurf F44           | –                  | –                  | –            | –          | 32,69 s PB         | 4      |
| Martina Willing                                     | Speerwurf F56            | –                  | –                  | –            | –          | 20,57 m            |        |

### Männer
| Athleten                                                 | Wettbewerb               | Vorlauf / Vorkampf | Vorlauf / Vorkampf | Halbfinale         | Halbfinale | Finale             | Finale |
| Athleten                                                 | Wettbewerb               | Zeit / Weite       | Rang               | Zeit / Weite       | Rang       | Zeit / Weite       | Rang   |
| -------------------------------------------------------- | ------------------------ | ------------------ | ------------------ | ------------------ | ---------- | ------------------ | ------ |
| Thomas Ulbricht                                          | 100 m T12                | 11,52              | 4                  | nicht qualifiziert | –          | –                  | –      |
| Léon Schäfer                                             | 100 m T42                | 12,48 s PB         | 2                  | –                  | –          | 12,43 s PB         | 4      |
| Johannes Floors                                          | 100 m T43                | 10,89 s            | 2                  | –                  | –          | 10,89 s            |        |
| Léon Schäfer                                             | 200 m T42                | –                  | –                  | –                  | –          | 25,14 s PB         | 5      |
| Johannes Floors                                          | 200 m T43                | –                  | –                  | –                  | –          | 21,50 s CR         |        |
| Johannes Floors                                          | 400 m T43                | –                  | –                  | –                  | –          | 46,67 s CR         |        |
| David Scherer                                            | 100 m Rennrollstuhl T54  | 15,11 s            | 6                  | –                  | –          | nicht qualifiziert | 11     |
| Marc Schuh                                               | 100 m Rennrollstuhl T54  | 14,76 s            | 3                  | –                  | –          | 14,66 s SB         | 6      |
| David Scherer                                            | 200 m Rennrollstuhl T54  | 27,05 s            | 6                  | –                  | –          | nicht qualifiziert | 13     |
| Marc Schuh                                               | 200 m Rennrollstuhl T54  | 25,37 s            | 2                  | –                  | –          | 25,37 s            | 5      |
| Marc Schuh                                               | 400 m Rennrollstuhl T54  | 47,49 s            | 3                  | –                  | –          | 47,83 s            | 7      |
| Alhassane Baldé                                          | 800 m Rennrollstuhl T54  | 1:38,88 min        | 4                  | –                  | –          | nicht qualifiziert | 16     |
| Alhassane Baldé                                          | 1500 m Rennrollstuhl T54 | 3:20,37 min        | 3                  | –                  | –          | 3:04,61 min        |        |
| Alhassane Baldé                                          | 5000 m Rennrollstuhl T54 | 11:07,43 min       | 2                  | –                  | –          | 11:11,92 min       |        |
| Tom Malutedi, Léon Schäfer, Markus Rehm, Johannes Floors | 4 × 100 m T42-47         | –                  | –                  | –                  | –          | 42,81 s            |        |
| Léon Schäfer                                             | Weitsprung T42           | –                  | –                  | –                  | –          | 6,25 m             |        |
| Markus Rehm                                              | Weitsprung T44           | –                  | –                  | –                  | –          | 8,00 m             |        |
| Daniel Scheil                                            | Kugelstoßen F33          | –                  | –                  | –                  | –          | 10,36 m            |        |
| Sebastian Dietz                                          | Kugelstoßen F36          | –                  | –                  | –                  | –          | 15,28 m CR         |        |
| Niko Kappel                                              | Kugelstoßen F41          | –                  | –                  | –                  | –          | 13,81 m            |        |
| Frank Tinnemeier                                         | Kugelstoßen F42          | –                  | –                  | –                  | –          | 13,87 m            |        |
| Mathias Schulze                                          | Kugelstoßen F46          | –                  | –                  | –                  | –          | 15,31 m PB         |        |
| Daniel Scheil                                            | Diskuswurf F34           | –                  | –                  | –                  | –          | 24,84 m            | 9      |
| Mathias Schulze                                          | Diskuswurf F46           | –                  | –                  | –                  | –          | 45,87 m SB         | 5      |
| Thomas Ulbricht                                          | Speerwurf F13            | –                  | –                  | –                  | –          | 50,59 m PB         | 6      |
| Mathias Mester                                           | Speerwurf F41            | –                  | –                  | –                  | –          | 40,54 m AR         |        |